# Paeonia brownii
Paeonia brownii är en pionväxtart som beskrevs av David Douglas. Paeonia brownii ingår i släktet pioner, och familjen pionväxter. Inga underarter finns listade i Catalogue of Life.

## Bildgalleri

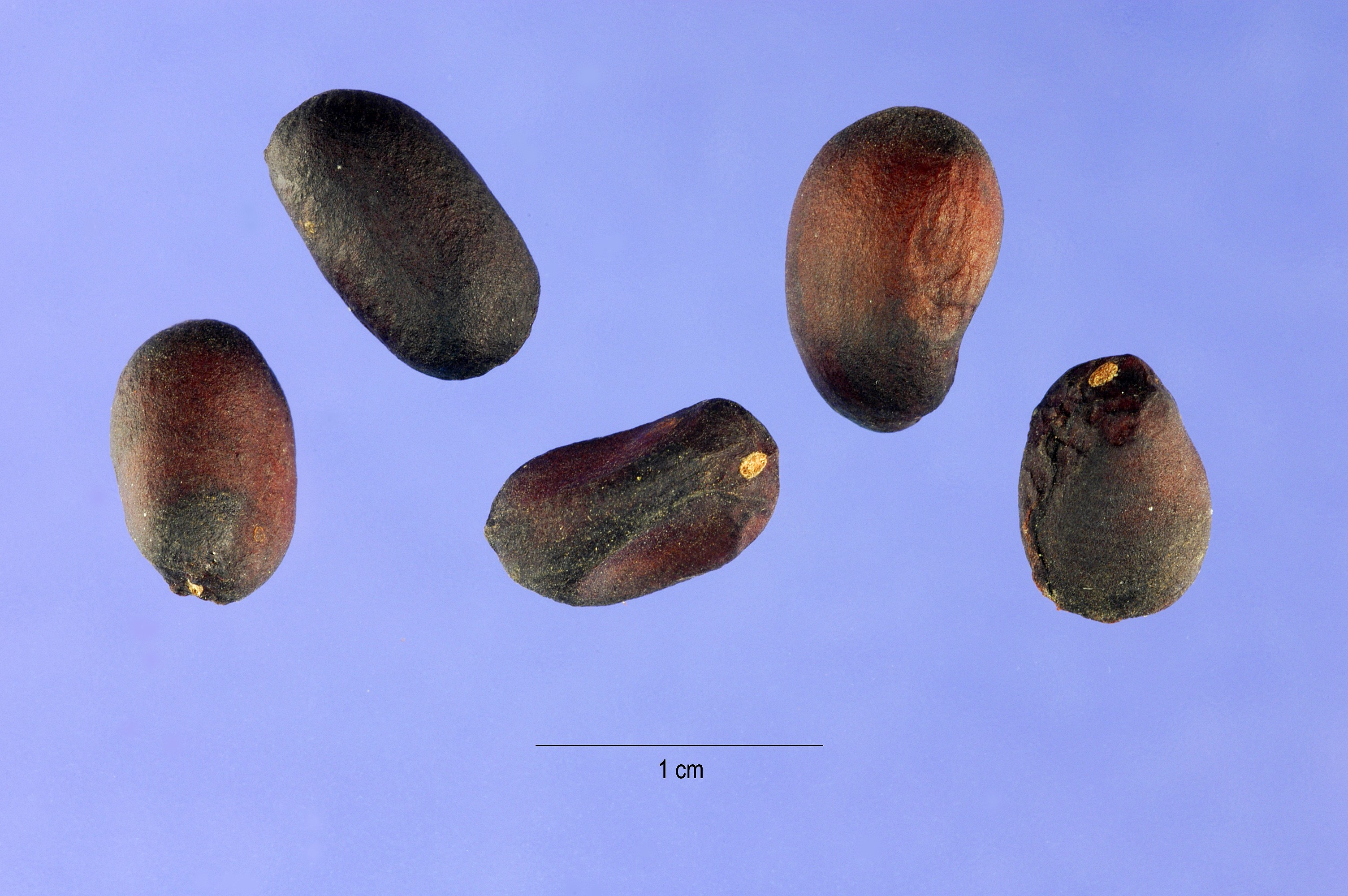
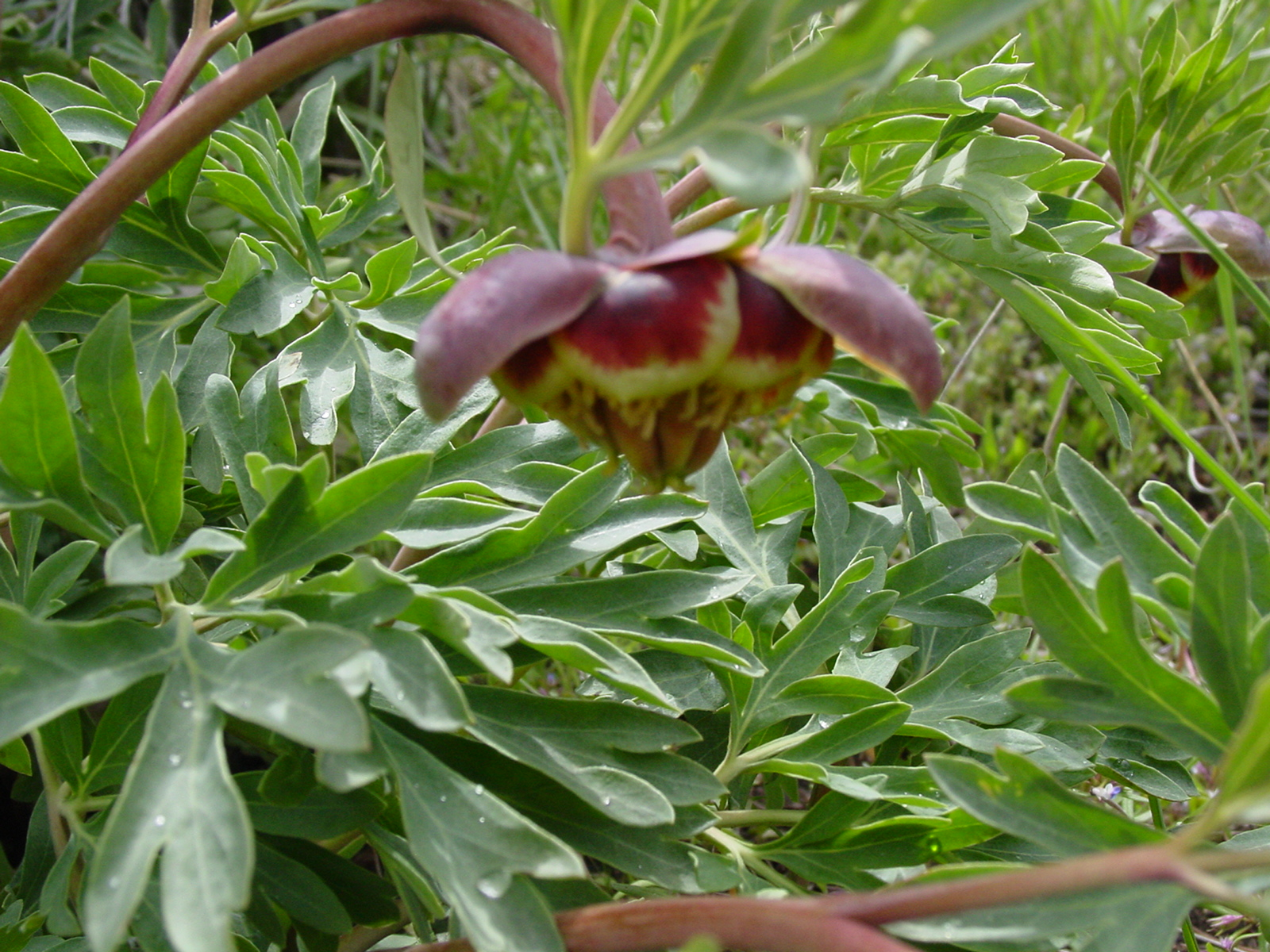